# القطف (الطفة)

تعديل مصدري - تعديل

القطف هي إحدى قرى عزلة صنة بمديرية الطفة التابعة لمحافظة البيضاء، بلغ تعداد سكانها 31 نسمة حسب تعداد اليمن لعام 2004.